# António José Loiola de Sousa
António José Loiola de Sousa (* 1970 oder 1971) ist der Präsident des Exekutivrates der Timor Gap E.P., der staatlichen Erdölgesellschaft Osttimors.
Loiola de Sousa ist Ingenieur, Geomechaniker und Management- und Wirtschaftsingenieur im Ölsektor. Er hat einen Bachelor in Maschinenbau mit Schwerpunkt Baugeologie vom Technologischen Institut im indonesischen Bandung. Außerdem hat er einen Master in Erdöltechnik der Technisch-Naturwissenschaftlichen Universität Norwegens. Bevor Loiola de Sousa bei Timor Gap E.P. begann, arbeitete er bei Erdölprojekten in der Nordsee, bei der schottischen Premier Oil, im regionalen Explorations- und Produktionszentrum von Schlumberger, in Frankreich und bei der malaysischen Erdölfirma Petronas.
Am 8. Juli 2020 wurde Sousa von der Regierung Osttimors zum neuen Präsidenten des Exekutivrates der Timor Gap E.P. ernannt. Zuvor war er Vize-Präsident. Der 49-Jährige wurde am 13. Juli von seinem Vorgänger Francisco da Costa Monteiro in das Amt eingeführt.